# Rim (kvinnonamn)
Rim, arabiska ريم eller Reem är ett arabiskt kvinnonamn som betyder vit antilop.

## Personer med namnet Rim/Reem
- Rim Banna, palestinsk sångerska, kompositör och aktivist
- Reem Mansour, egyptisk bågskytt